# Украина на зимних Олимпийских играх 2022
Украина на зимних Олимпийских играх 2022 года была представлена 46 спортсменами в 12 видах спорта, что на 13 спортсменов больше чем на Играх 2018 года.

## Медали
| Серебро |                     |                                |            |
| №       | Спортсмены          | Вид спорта (дисциплина)        | Дата       |
| 1       | Александр Абраменко | Фристайл (акробатика, мужчины) | 16 февраля |

## Состав сборной
Биатлон
1. Антон Дудченко
2. Дмитрий Пидручный
3. Артём Прима
4. Богдан Цымбал
5. Елена Билосюк
6. Юлия Джима
7. Анастасия Меркушина
8. Ирина Петренко
9. Валентина Семеренко

 Бобслей
1. Лидия Гунько

 Горнолыжный спорт
1. Иван Ковбаснюк
2. Анастасия Шепиленко

 Лыжное двоеборье
1. Дмитрий Мазурчук

 Лыжные гонки
1. Алексей Красовский
2. Руслан Перехода
3. Марина Анцибор
4. Валентина Каминская
5. Юлия Кроль
6. Виктория Олех
7. Дарья Рублёва

 Прыжки на лыжах с трамплина
1. Виталий Калиниченко
2. Антон Корчук
3. Евгений Марусяк

 Санный спорт
1. Антон Дукач
2. Андрей Лисецкий
3. Андрей Мандзий
4. Игорь Стахив
5. Елена Стецкив
6. Юлиана Туницкая

 Скелетон
1. Владислав Гераскевич

 Сноуборд
1. Аннамари Данча

 Фигурное катание
1. Артём Даренский
2. Максим Никитин
3. Иван Шмуратко
4. София Голиченко
5. Александра Назарова
6. Анастасия Шаботова

 Фристайл
1. Александр Абраменко
2. Дмитрий Котовский
3. Александр Окипнюк
4. Ольга Новосад
5. Ольга Полюк

 Шорт-трек
1. Олег Гандей
2. Ульяна Дуброва

Также на Игры были заявлены биатлонисты Дарья Блашко и Артём Тищенко, однако они не выступил ни в одной из дисциплин.

## Результаты соревнований

### Биатлон
Большинство олимпийских лицензий на Игры 2022 года были распределены на основании комбинации лучших результатов выступления стран в зачёт Кубка наций в рамках Кубка мира 2020/2021 и Кубка мира 2021/2022. Результаты трёх лучших спортсменов от страны в шести спринтах, одной индивидуальной гонке, а также трёх эстафетах, одной смешанной эстафеты и одной одиночной смешанной эстафеты складываются, в результате чего сформировался рейтинг стран. По его результатам мужская сборная заняла 9-е место, а женская сборная 7-е место, получив право заявить на Игры по 5 спортсменов каждого пола. При этом в одной дисциплине страна может выставить не более четырёх биатлонистов.
Мужчины
| Соревнование         | Спортсмены                                                 | Стрельба                             | Время                                     | Место     | Отставание                            |
| -------------------- | ---------------------------------------------------------- | ------------------------------------ | ----------------------------------------- | --------- | ------------------------------------- |
| спринт               | Дмитрий Пидручный                                          | 0+1                                  | 25:19,0                                   | 13        | +1:18,6                               |
| спринт               | Артём Прима                                                | 0+1                                  | 25:19,8                                   | 15        | +1:19,4                               |
| спринт               | Антон Дудченко                                             | 2+0                                  | 26:51,6                                   | 60        | +2:51,2                               |
| спринт               | Богдан Цымбал                                              | 3+0                                  | 26:59,0                                   | 66        | +2:58,6                               |
| гонка преследования  | Дмитрий Пидручный                                          | 1+2+2+0                              | 42:45,9                                   | 13        | +3:38,4                               |
| гонка преследования  | Артём Прима                                                | 2+2+2+0                              | 42:59,8                                   | 18        | +3:52,3                               |
| гонка преследования  | Антон Дудченко                                             | 2+0+1+0                              | 43:36,5                                   | 23        | +4:29,0                               |
| индивидуальная гонка | Дмитрий Пидручный                                          | 0+1+1+1                              | 51:49,3                                   | 18        | +3:01,9                               |
| индивидуальная гонка | Артём Прима                                                | 1+2+0+1                              | 53:36,2                                   | 37        | +4:48,8                               |
| индивидуальная гонка | Антон Дудченко                                             | 1+0+1+2                              | 54:54,9                                   | 50        | +6:07,5                               |
| индивидуальная гонка | Богдан Цымбал                                              | 3+0+1+0                              | 55:19,0                                   | 55        | +6:31,6                               |
| масс-старт           | Дмитрий Пидручный                                          | 0+3+2+2                              | 42:16,2                                   | 24        | +4:01,8                               |
| масс-старт           | Артём Прима                                                | 2+1+3+1                              | 43:12,6                                   | 28        | +4:58,2                               |
| эстафета 4×7,5 км    | Богдан Цымбал Артём Прима Антон Дудченко Дмитрий Пидручный | 4+12 0+1 0+1 0+1 1+3 0+0 1+3 0+0 2+3 | 1:23:31,5 20:22,9 21:05,4 20:49,9 21:13,3 | 9 12 11 9 | +3:41,3 +42,0 +2:14,6 +2:49,0 +3:41,3 |

Женщины
| Соревнование         | Спортсмены                                                  | Стрельба                    | Время                                     | Место       | Отставание                            |
| -------------------- | ----------------------------------------------------------- | --------------------------- | ----------------------------------------- | ----------- | ------------------------------------- |
| спринт               | Юлия Джима                                                  | 0+1                         | 21:51,8                                   | 8           | +1:07,5                               |
| спринт               | Анастасия Меркушина                                         | 1+0                         | 22:31,6                                   | 24          | +1:47,3                               |
| спринт               | Ирина Петренко                                              | 2+0                         | 23:11,7                                   | 40          | +2:27,4                               |
| гонка преследования  | Юлия Джима                                                  | 1+0+1+2                     | 37:36,2                                   | 13          | +2:49,3                               |
| гонка преследования  | Анастасия Меркушина                                         | 1+0+0+1                     | 38:37,2                                   | 25          | +3:50,3                               |
| гонка преследования  | Ирина Петренко                                              | 1+1+2+0                     | 43:03,7                                   | 55          | +8:16,8                               |
| индивидуальная гонка | Юлия Джима                                                  | 0+1+0+1                     | 45:34,4                                   | 10          | +1:21,7                               |
| индивидуальная гонка | Ирина Петренко                                              | 0+0+0+0                     | 45:42,2                                   | 11          | +1:29,5                               |
| индивидуальная гонка | Валентина Семеренко                                         | 0+1 —                       | —                                         | DNF         | —                                     |
| индивидуальная гонка | Дарья Блашко                                                | —                           | —                                         | DNS         | —                                     |
| масс-старт           | Юлия Джима                                                  | 1+0+2+0                     | 41:43,7                                   | 7           | +1:25,7                               |
| эстафета 4×6 км      | Ирина Петренко Юлия Джима Анастасия Меркушина Елена Билосюк | 1+6 0+0 0+0 1+3 0+3 0+0 0+0 | 1:14:04,1 17:46,1 19:06,1 18:09,5 19:02,4 | 7 10 12 8 7 | +3:00,2 +21,7 +2:08,4 +1:52,5 +3:00,2 |

Смешанная эстафета
| Соревнование       | Спортсмены                                                   | Стрельба                             | Время                                     | Место          | Отставание                            |
| ------------------ | ------------------------------------------------------------ | ------------------------------------ | ----------------------------------------- | -------------- | ------------------------------------- |
| смешанная эстафета | Валентина Семеренко Юлия Джима Артём Прима Дмитрий Пидручный | 4+15 2+3 1+3 0+0 0+2 0+3 0+1 1+3 0+0 | 1:10:21,7 20:46,4 17:50,2 15:45,1 16:00,0 | 13 20 14 12 13 | +3:36,1 +21,7 +2:08,4 +1:52,5 +3:36,1 |

### Бобслей

#### Бобслей
Квалификация спортсменов для участия в Олимпийских играх осуществлялась на основании рейтинга IBSF (англ. IBSF Ranking) по состоянию на 16 января 2022 года. По его результатам сборная Украины стала обладателем одной олимпийский лицензии, в новой дисциплине, соревнованиях в монобобе среди женщин. .
Женщины
| Соревнование | Спортсмены   | 1 заезд   | 1 заезд | 2 заезд   | 2 заезд | 3 заезд   | 3 заезд | 4 заезд   | 4 заезд | Итоговый результат | Итоговое место | Отставание |
| Соревнование | Спортсмены   | Результат | Место   | Результат | Место   | Результат | Место   | Результат | Место   | Итоговый результат | Итоговое место | Отставание |
| ------------ | ------------ | --------- | ------- | --------- | ------- | --------- | ------- | --------- | ------- | ------------------ | -------------- | ---------- |
| монобоб      | Лидия Гунько | 1:06,34   | 18      | 1:07,84   | 20      | 1:07,47   | 20      | 1:07,45   | 19      | 4:29,10            | 20             | +9,83      |

#### Скелетон
Квалификация спортсменов для участия в Олимпийских играх осуществлялась на основании рейтинга IBSF (англ. IBSF Ranking) по состоянию на 16 января 2022 года. По его результатам сборная Украины стала обладателем одной лицензии в мужских соревнованиях.
Мужчины
| Соревнование | Спортсмены           | 1 заезд   | 1 заезд | 2 заезд   | 2 заезд | 3 заезд   | 3 заезд | 4 заезд   | 4 заезд | Итоговый результат | Итоговое место | Отставание |
| Соревнование | Спортсмены           | Результат | Место   | Результат | Место   | Результат | Место   | Результат | Место   | Итоговый результат | Итоговое место | Отставание |
| ------------ | -------------------- | --------- | ------- | --------- | ------- | --------- | ------- | --------- | ------- | ------------------ | -------------- | ---------- |
| мужчины      | Владислав Гераскевич | 1:01,63   | 18      | 1:01,58   | 16      | 1:01,62   | 17      | 1:01,45   | 18      | 4:06,28            | 18             | +5,27      |

### Коньковые виды спорта

#### Фигурное катание
Большинство олимпийских лицензий на Игры 2022 года были распределены по результатам выступления спортсменов в рамках чемпионата мира 2021 года. По его итогам сборная Украины смогла завоевать по квоте в мужском одиночном катании и парном катании. Ещё одну квоту в женском одиночном катании удалось получить, успешно выступив на турнире Nebelhorn Trophy, где нужно было попасть в число 3-6 сильнейших в зависимости от дисциплины. По итогам соревнований фигуристка Анастасия Шаботова занял 4-е место, завоевав квоту. В связи с тем, что НОК был представлен в 3 дисциплинах фигурного катания на Играх, страна получила возможность заявить ещё спортивную пару для участия в командном турнире. Спортивная пара примет участие только в командном турнире.
| Соревнование              | Спортсмены                           | Короткая программа | Короткая программа | Произвольная программа | Произвольная программа | Всего        | Всего |
| Соревнование              | Спортсмены                           | Сумма баллов       | Место              | Сумма баллов           | Место                  | Сумма баллов | Место |
| ------------------------- | ------------------------------------ | ------------------ | ------------------ | ---------------------- | ---------------------- | ------------ | ----- |
| мужское одиночное катание | Иван Шмуратко                        | 78,11              | 22                 | 127,65                 | 24                     | 205,76       | 24    |
| женское одиночное катание | Анастасия Шаботова                   | 48,68              | 30                 | завершила выступление  | завершила выступление  | 48,68        | 30    |
| танцы на льду             | Александра Назарова / Максим Никитин | 65,53              | 20                 | 97,34                  | 18                     | 162,87       | 20    |

Командные соревнования
| Соревнование           | Спортсмены                                                                                | Короткая программа | Короткая программа     | Короткая программа     | Короткая программа     | Произвольная программа | Произвольная программа | Произвольная программа | Произвольная программа | Всего     | Всего |
| Соревнование           | Спортсмены                                                                                | Мужчины            | Женщины                | Пары                   | Танцы                  | Мужчины                | Женщины                | Пары                   | Танцы                  | Результат | Место |
| ---------------------- | ----------------------------------------------------------------------------------------- | ------------------ | ---------------------- | ---------------------- | ---------------------- | ---------------------- | ---------------------- | ---------------------- | ---------------------- | --------- | ----- |
| командные соревнования | Анастасия Шаботова София Голиченко / Артём Даренский Александра Назарова / Максим Никитин | —                  | 62,49 7-е место 4 очка | 53,65 9-е место 2 очка | 64,08 9-е место 2 очка | завершили выступление  | завершили выступление  | завершили выступление  | завершили выступление  | 8         | 10    |

#### Шорт-трек
Квалификация на зимние Олимпийские игры в шорт-треке проходила по результатам четырёх этапов Кубка мира 2021/2022. По итогам этих турниров был сформирован олимпийский квалификационный лист, согласно которому сборная Украины получила возможность заявить для участия в Играх по 1 спортсмену у мужчин и женщин. 
Мужчины
| Соревнование | Спортсмены  | Отборочный раунд | Отборочный раунд | Четвертьфинал        | Четвертьфинал        | Полуфинал            | Полуфинал            | Финал                | Финал                | Итоговое место |
| Соревнование | Спортсмены  | Результат        | Место            | Результат            | Место                | Результат            | Место                | Результат            | Место                | Итоговое место |
| ------------ | ----------- | ---------------- | ---------------- | -------------------- | -------------------- | -------------------- | -------------------- | -------------------- | -------------------- | -------------- |
| 500 метров   | Олег Гандей | 44.163           | 27               | Завершил выступленте | Завершил выступленте | Завершил выступленте | Завершил выступленте | Завершил выступленте | Завершил выступленте | 27             |

Женщины
| Соревнование | Спортсмены     | Отборочный раунд | Отборочный раунд | Четвертьфинал | Четвертьфинал | Полуфинал             | Полуфинал             | Финал                 | Финал                 | Итоговое место |
| Соревнование | Спортсмены     | Результат        | Место            | Результат     | Место         | Результат             | Место                 | Результат             | Место                 | Итоговое место |
| ------------ | -------------- | ---------------- | ---------------- | ------------- | ------------- | --------------------- | --------------------- | --------------------- | --------------------- | -------------- |
| 1500 метров  | Ульяна Дуброва | Не проводился    | Не проводился    | 2:26.832      | 32            | Завершила выступление | Завершила выступление | Завершила выступление | Завершила выступление | 32             |

### Лыжные виды спорта

#### Горнолыжный спорт
Квалификация спортсменов для участия в Олимпийских играх осуществлялась на основании специального квалификационного рейтинга FIS по состоянию на 16 января 2022 года. При этом НОК для участия в Олимпийских играх мог выбрать только того спортсмена, который вошёл в топ-500 олимпийского рейтинга в своей дисциплине, и при этом имел определённое количество очков, согласно квалификационной таблице. Страны, не имеющие участников в числе 500 сильнейших спортсменов, могли претендовать только на квоты категории B в технических дисциплинах. По итогам квалификационного отбора сборная Украины завоевала 2 олимпийских лицензий.

#### Лыжное двоеборье
Лыжное двоеборье остаётся единственной олимпийской дисциплиной в программе зимних Игр, в которой участвуют только мужчины. Квалификация спортсменов для участия в Олимпийских играх осуществлялась на основании специального квалификационного рейтинга FIS по состоянию на 16 января 2021 года. По итогам квалификационного отбора Украина будет представлена на Играх одним спортсменом.
Мужчины
| Соревнование              | Спортсмены       | Прыжки с трамплина | Прыжки с трамплина | Лыжная гонка | Лыжная гонка | Лыжная гонка | Итоговое время | Место |
| Соревнование              | Спортсмены       | Результат          | Место              | Гандикап     | Результат    | Место        | Итоговое время | Место |
| ------------------------- | ---------------- | ------------------ | ------------------ | ------------ | ------------ | ------------ | -------------- | ----- |
| нормальный трамплин/10 км | Дмитрий Мазурчук |                    |                    |              |              |              |                |       |
| большой трамплин/10 км    | Дмитрий Мазурчук |                    |                    |              |              |              |                |       |

#### Лыжные гонки
Квалификация спортсменов для участия в Олимпийских играх осуществлялась на основании специального квалификационного рейтинга FIS по состоянию на 16 января 2022 года. Для получения олимпийской лицензии категории «A» спортсменам необходимо было набрать определённое количество очков, согласно квалификационной таблице. При этом каждый НОК может заявить на Игры 1 мужчину и 1 женщины, если они выполнили квалификационный критерий «B», по которому они смогут принять участие в спринте и гонках на 10 км для женщин или 15 км для мужчин. По итогам квалификационного отбора сборная Украины завоевала 7 олимпийских лицензий (2 у мужчин и 5 у женщин).
Мужчины
Дистанционные гонки
| Соревнование              | Спортсмены | Результат | Место | Отставание |
| ------------------------- | ---------- | --------- | ----- | ---------- |
| 15 км классическим стилем |            |           |       |            |
|                           |            |           |       |            |
| скиатлон 15+15 км         |            |           |       |            |
|                           |            |           |       |            |
| 50 км свободным стилем    |            |           |       |            |
|                           |            |           |       |            |

Спринт
| Соревнование     | Спортсмены | Квалификация  | Квалификация  | Четвертьфинал | Четвертьфинал | Четвертьфинал | Полуфинал | Полуфинал | Полуфинал | Финал     | Финал | Итоговое место |
| Соревнование     | Спортсмены | Результат     | Место         | Заезд         | Результат     | Место         | Заезд     | Результат | Место     | Результат | Место | Итоговое место |
| ---------------- | ---------- | ------------- | ------------- | ------------- | ------------- | ------------- | --------- | --------- | --------- | --------- | ----- | -------------- |
| спринт           |            |               |               |               |               |               |           |           |           |           |       |                |
|                  |            |               |               |               |               |               |           |           |           |           |       |                |
| командный спринт |            | Не проводится | Не проводится | Не проводится | Не проводится | Не проводится |           |           |           |           |       |                |

Женщины
Дистанционные гонки
| Соревнование              | Спортсмены | Результат | Место | Отставание |
| ------------------------- | ---------- | --------- | ----- | ---------- |
| 10 км классическим стилем |            |           |       |            |
|                           |            |           |       |            |
|                           |            |           |       |            |
|                           |            |           |       |            |
| скиатлон 7,5+7,5 км       |            |           |       |            |
|                           |            |           |       |            |
|                           |            |           |       |            |
|                           |            |           |       |            |
| 30 км классическим стилем |            |           |       |            |
|                           |            |           |       |            |
|                           |            |           |       |            |
|                           |            |           |       |            |
| эстафета 4×5 км           |            |           |       |            |

Спринт
| Соревнование     | Спортсмены | Квалификация  | Квалификация  | Четвертьфинал | Четвертьфинал | Четвертьфинал | Полуфинал | Полуфинал | Полуфинал | Финал     | Финал | Итоговое место |
| Соревнование     | Спортсмены | Результат     | Место         | Заезд         | Результат     | Место         | Заезд     | Результат | Место     | Результат | Место | Итоговое место |
| ---------------- | ---------- | ------------- | ------------- | ------------- | ------------- | ------------- | --------- | --------- | --------- | --------- | ----- | -------------- |
| спринт           |            |               |               |               |               |               |           |           |           |           |       |                |
|                  |            |               |               |               |               |               |           |           |           |           |       |                |
|                  |            |               |               |               |               |               |           |           |           |           |       |                |
|                  |            |               |               |               |               |               |           |           |           |           |       |                |
| командный спринт |            | Не проводится | Не проводится | Не проводится | Не проводится | Не проводится |           |           |           |           |       |                |

#### Прыжки на лыжах с трамплина
Квалификация спортсменов для участия в Олимпийских играх осуществлялась на основании специального квалификационного рейтинга FIS по состоянию на 16 января 2022 года. По итогам квалификационного отбора сборная Украины завоевала 3 олимпийских лицензий. В последний раз украинские прыгуны на лыжах с трамплина были представлены на Играх в 2010 году.
Мужчины
| Соревнование        | Спортсмены | Квалификация | Квалификация | Финал     | Финал    | Финал     | Финал    | Финал | Финал | Итоговое место |
| Соревнование        | Спортсмены | Результат    | Место        | 1 прыжок  | 1 прыжок | 2 прыжок  | 2 прыжок | Всего | Место | Итоговое место |
| Соревнование        | Спортсмены | Результат    | Место        | Результат | Место    | Результат | Место    | Всего | Место | Итоговое место |
| ------------------- | ---------- | ------------ | ------------ | --------- | -------- | --------- | -------- | ----- | ----- | -------------- |
| нормальный трамплин |            |              |              |           |          |           |          |       |       |                |
|                     |            |              |              |           |          |           |          |       |       |                |
|                     |            |              |              |           |          |           |          |       |       |                |
| большой трамплин    |            |              |              |           |          |           |          |       |       |                |
|                     |            |              |              |           |          |           |          |       |       |                |
|                     |            |              |              |           |          |           |          |       |       |                |

#### Сноуборд
Квалификация спортсменов для участия в Олимпийских играх осуществлялась на основании специального квалификационного рейтинга FIS по состоянию на 16 января 2021 года. По итогам квалификационного отбора в состав сборной Украины вошла одна спортсменка.
Женщины
Слалом
| Соревнование                   | Спортсмены     | Квалификация | Квалификация | Квалификация | Квалификация | 1/8 финала         | Четвертьфинал      | Полуфинал          | Финал              | Место |
| Соревнование                   | Спортсмены     | 1 спуск      | 2 спуск      | Всего        | Место        | Соперник Результат | Соперник Результат | Соперник Результат | Соперник Результат | Место |
| ------------------------------ | -------------- | ------------ | ------------ | ------------ | ------------ | ------------------ | ------------------ | ------------------ | ------------------ | ----- |
| параллельный гигантский слалом | Аннамари Данча |              |              |              |              |                    |                    |                    |                    |       |

#### Фристайл
Квалификация спортсменов для участия в Олимпийских играх осуществлялась на основании специального квалификационного рейтинга FIS по состоянию на 16 января 2022 года. По итогам квалификационного отбора сборная Украины завоевала 5 олимпийских лицензий в акробатике.
Мужчины
Могул и акробатика
| Соревнование | Спортсмены          | Квалификация 1 | Квалификация 1 | Квалификация 2 | Квалификация 2 | Финал 1 | Финал 1 | Финал 2 | Финал 2 | Финал 3 | Финал 3 | Итоговое место |
| Соревнование | Спортсмены          | Очки           | Место          | Очки           | Место          | Очки    | Место   | Очки    | Место   | Очки    | Место   | Итоговое место |
| ------------ | ------------------- | -------------- | -------------- | -------------- | -------------- | ------- | ------- | ------- | ------- | ------- | ------- | -------------- |
| акробатика   | Александр Абраменко |                |                |                |                |         |         |         |         |         |         |                |
| акробатика   | Дмитрий Котовский   |                |                |                |                |         |         |         |         |         |         |                |
| акробатика   | Александр Окипнюк   |                |                |                |                |         |         |         |         |         |         |                |

Женщины
Могул и акробатика
| Соревнование | Спортсмены    | Квалификация 1 | Квалификация 1 | Квалификация 2 | Квалификация 2 | Финал 1 | Финал 1 | Финал 2 | Финал 2 | Финал 3 | Финал 3 | Итоговое место |
| Соревнование | Спортсмены    | Очки           | Место          | Очки           | Место          | Очки    | Место   | Очки    | Место   | Очки    | Место   | Итоговое место |
| ------------ | ------------- | -------------- | -------------- | -------------- | -------------- | ------- | ------- | ------- | ------- | ------- | ------- | -------------- |
| акробатика   | Ольга Новосад |                |                |                |                |         |         |         |         |         |         |                |
| акробатика   | Ольга Полюк   |                |                |                |                |         |         |         |         |         |         |                |

### Санный спорт
Квалификация спортсменов для участия в Олимпийских играх осуществлялась на основании рейтинга Кубка мира FIL по состоянию на 10 января 2022 года. По его результатам сборная Украины смогла завоевать по две квоты в мужских и женских одиночках и одну квоту в двойках.
Мужчины
| Соревнование | Спортсмены                   | 1 заезд   | 1 заезд | 2 заезд   | 2 заезд | 3 заезд       | 3 заезд       | 4 заезд       | 4 заезд       | Итоговый результат | Итоговое место | Отставание |
| Соревнование | Спортсмены                   | Результат | Место   | Результат | Место   | Результат     | Место         | Результат     | Место         | Итоговый результат | Итоговое место | Отставание |
| ------------ | ---------------------------- | --------- | ------- | --------- | ------- | ------------- | ------------- | ------------- | ------------- | ------------------ | -------------- | ---------- |
| одиночки     | Антон Дукач                  |           |         |           |         |               |               |               |               |                    |                |            |
| одиночки     | Андрей Мандзий               |           |         |           |         |               |               |               |               |                    |                |            |
| двойки       | Андрей Лисецкий Игорь Стахив |           |         |           |         | Не проводится | Не проводится | Не проводится | Не проводится |                    |                |            |

Женщины
| Соревнование | Спортсмены      | 1 заезд   | 1 заезд | 2 заезд   | 2 заезд | 3 заезд   | 3 заезд | 4 заезд   | 4 заезд | Итоговый результат | Итоговое место | Отставание |
| Соревнование | Спортсмены      | Результат | Место   | Результат | Место   | Результат | Место   | Результат | Место   | Итоговый результат | Итоговое место | Отставание |
| ------------ | --------------- | --------- | ------- | --------- | ------- | --------- | ------- | --------- | ------- | ------------------ | -------------- | ---------- |
| одиночки     | Елена Стецкив   |           |         |           |         |           |         |           |         |                    |                |            |
| одиночки     | Юлиана Туницкая |           |         |           |         |           |         |           |         |                    |                |            |

Смешанные команды
| Соревнование | Спортсмены | Женщины   | Женщины | Мужчины   | Мужчины | Двойки    | Двойки | Итоговый результат | Итоговое место | Отставание |
| Соревнование | Спортсмены | Результат | Место   | Результат | Место   | Результат | Место  | Итоговый результат | Итоговое место | Отставание |
| ------------ | ---------- | --------- | ------- | --------- | ------- | --------- | ------ | ------------------ | -------------- | ---------- |
| эстафета     |            |           |         |           |         |           |        |                    |                |            |